# Michigan Women's Hall of Fame

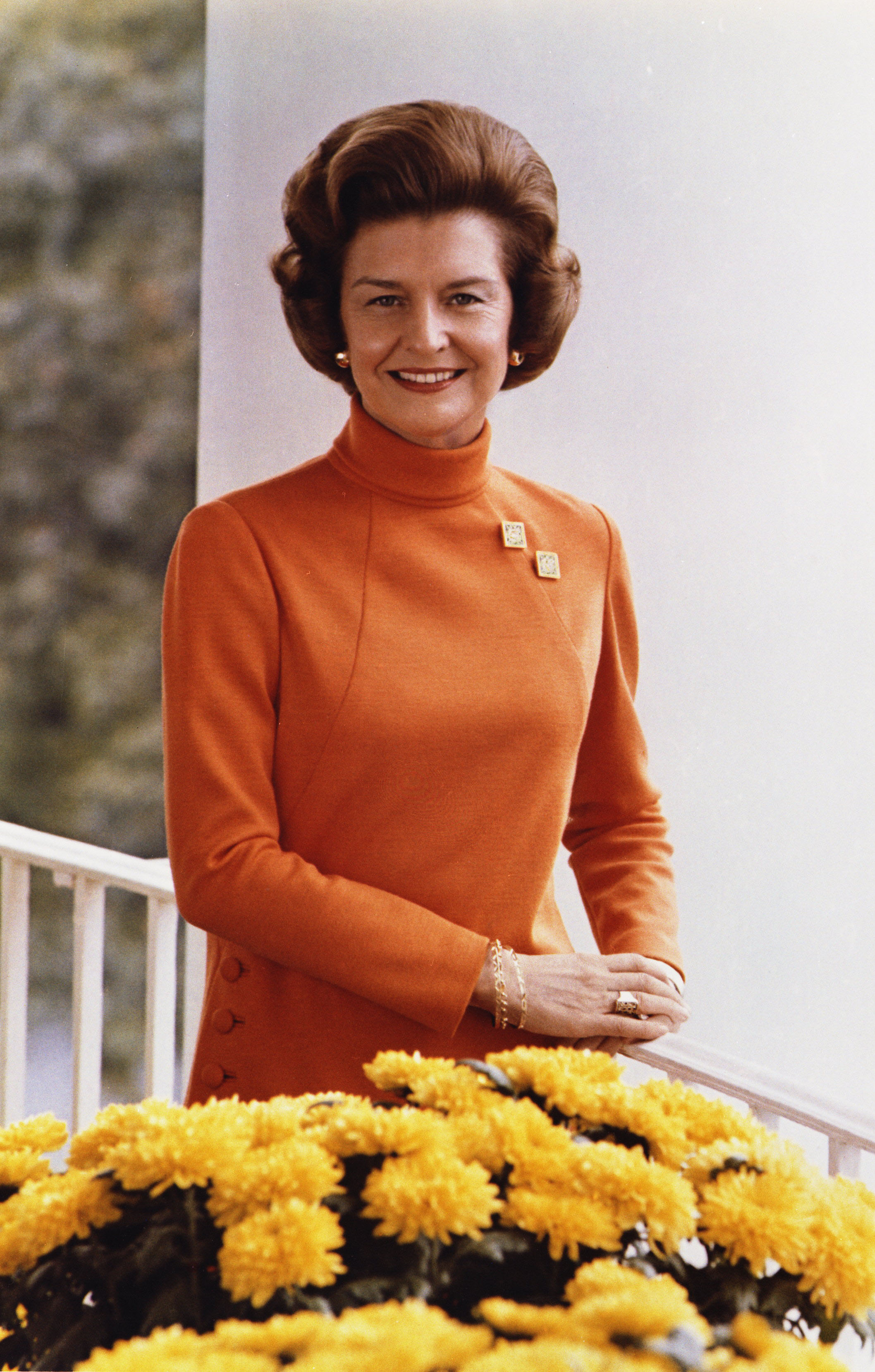
Betty Ford, première dame des États-Unis et du Michigan, intronisée au Temple de la renommée des femmes.

Le Michigan Women's Hall of Fame (MWHOF) est un temple de la renommée qui rend hommage à des femmes remarquables, des personnalités historiques et contemporaines, qui ont un lien avec l'État américain du Michigan. Le temple de la renommée a été fondé en 1983 par Gladys Beckwith et est parrainé par la Michigan Women's Studies Association. La génèse de l'Association et du Hall a été initiée par cinq professeurs de la Michigan State University, qui enseignaient un cours intitulé Women in American Society (les femmes dans la société américaine).
Les nominations au Temple de la renommée sont validées par le public et ouvertes aux femmes qui ont pris de l'importance ou qui sont nées dans le Michigan, ainsi qu'à celles qui ont vécu dans l'État pendant une période prolongée. Un comité de sélection classe les candidatures par mérite et un deuxième comité prend la décision finale, sélectionnant généralement huit à dix femmes par an pour l'intronisation. Les intronisées sont honorées lors d'une cérémonie et d'un dîner en octobre et reçoivent un bronze pour l'ensemble de leur carrière. En 2013, le Temple de la renommée compte plus de 275 intronisés.
Le MWHOF se trouve dans la maison Cooley-Haze, construite en 1903 au 213 W. Malcolm X St. (anciennement W. Main Street), juste au sud du centre-ville de Lansing (Michigan).
Le musée est entouré des jardins Cooley. Il dispose d'une bibliothèque de ressources, ainsi que de galeries d'exposition consacrées à la préservation et à la représentation de l'histoire et de l'art des femmes du Michigan. La maison a été ouverte au public le 10 juin 1987. Le Centre contient également la Belen Gallery, qui présente des œuvres d'art de femmes du Michigan.

## Lauréates du Temple de la renommée
| Nom                                                  | Image | Birth–death  | Année | Area of achievement | Ref(s)  |
| ---------------------------------------------------- | ----- | ------------ | ----- | --- | ------- |
| Najah Bazzy (en)                                     |       |              | 2020  | Militant de Détroit elle a créé l'ONG Zaman International pour lutter contre la pauveté | ,       |
| Elizabeth Jackson (Michigan) (en)                    |       |              | 2020  | Cofondatrice du Trade Union Leadership Council | [ 6 ]   |
| Glenda Price (en)                                    |       |              | 2020  | Première afro américaine présidente du Collège Marygroève | [ 6 ]   |
| Martha Teichner (en)                                 |       |              | 2020  | Correspondante locale du CBS Sunday Morning | [ 6 ]   |
| Atlas Ruth Westbrook (en)                            |       |              | 2020  | Calculatrice humaine du projet de la NASA Apollo 11 décrite dans le film Hidden Figures | [ 6 ]   |
| Dorothy Zehnder (en)                                 |       |              | 2020  | Co-fondadrice de la Bavarian Inn | [ 6 ]   |
| Margaret Kirchner Stevenson (en)                     |       | (1920–1998)  | 2019  | PIlote d'avion, une des premières femmes à piloter un Boeing B-17 Flying | [ 7 ]   |
| Lucile A. Watts (en)                                 |       | (1920–2018)  | 2019  | Première femme à servir sur le Michigan Circuit Court | [ 7 ]   |
| Martha Baldwin (en)                                  |       | (1840–1913)  | 2019  | Militante et activiste américaine | [ 7 ]   |
| Gilda Z. Jacobs (en)                                 |       |              | 2019  | Politicienne et présidente de la Michigan League for Public Policy | [ 7 ]   |
| Vernice Davis Anthony (en)                           |       |              | 2019  | Experte en santé. | [ 7 ]   |
| Terry Blackhawk (en)                                 |       |              | 2019  | Éducatrice | [ 7 ]   |
| Agatha Biddle (en)                                   |       | (1797–1873)  | 2018  | Commerçante de fourrure d'Odawa | [ 8 ]   |
| Mona Hanna-Attisha (en)                              |       | (b. 1976)    | 2018  | Pédiatre connue pour ses recherches qui dévoilèrent les taux dangereux de plomb dans les euax de Flint, Michigan | [ 9 ]   |
| Clara Stanton Jones (en)                             |       | (1913–2012)  | 2018  | Première présidente afro américaine de la American Library Association | [ 10 ]  |
| Angela K. Wilson (en)                                |       |              | 2018  | Directrice de la division chimique de la Fondation nationale pour la science | [ 11 ]  |
| Kym L. Worthy (en)                                   |       |              | 2018  | Spécialiste des droits civiques et application des lois | [ 12 ]  |
| American Legion NUWARINE Post 535                    |       |              | 2017  | Station militaire composée uniquement de femmes légionnaires du Michigan | [ 13 ]  |
| Ella Mae Backus (en)                                 |       | (1863–1938)  | 2017  | Première femme du Michigan à devenir Assistant U.S. Attorney | [ 14 ]  |
| Clara Bryant Ford                                    |       | (1866–1950)  | 2017  | Épouse de Henry Ford, elle a créé des programmes bénéficiant aux femmes | [ 15 ]  |
| Lizette Denison Forth (en)                           |       | (c1790–1866) | 2017  | Philanthrope, ancienne esclave | [ 16 ]  |
| Mary Kay Henry (en)                                  |       | (b. 1958)    | 2017  | Présidente de la Service Employees International Union (SEIU) | [ 17 ]  |
| Verna Grahek Mize (en)                               |       | (1913–2013)  | 2017  | Écologiste dont les batailles juridiques mirent fin au dépôt de déchets miniers dans le lac Supérieur | [ 18 ]  |
| Bernice Morton (en)                                  |       |              | 2017  | Developed Affirmative Action program at Wayne State University; helped develop the first Model Cities Comprehensive Health Care Center in the U.S. | [ 19 ]  |
| Rosie la riveteuse                                   |       |              | 2017  | Symbole de la Seconde Guerre mondiale. | [ 20 ]  |
| Rosemary C. Sarri (en)                               |       |              | 2017  | Social worker who was instrumental in the passage of the Juvenile Justice and Delinquency Prevention Act | [ 21 ]  |
| Elizabeth Wetzel (en)                                |       |              | 2017  | Première femme Design Director chez General Motors | [ 22 ]  |
| Elizabeth Sparks Adams (en)                          |       | (1911–2007)  | 2016  | Government, history, women's rights | [ 23 ]  |
| Anan Ameri (en)                                      |       | (b. 1944)    | 2016  | Art, history, community service, writing | [ 24 ]  |
| Daisy Elliott (en)                                   |       | (1917–2015)  | 2016  | Government, Civil Rights | [ 25 ]  |
| Faith Fowler (en)                                    |       | (b. 1959)    | 2016  | Religion, women's rights, community service, civil rights | [ 26 ]  |
| Evelyn Golden (en)                                   |       | (1913–2005)  | 2016  | Medicine, community service | [ 27 ]  |
| Olivia Letts (en)                                    |       | (b. 1928)    | 2016  | Education, civil rights, community service | [ 28 ]  |
| Mary Free Bed Guild (en)                             |       |              | 2016  | Charity organization begun by women in 1891 to provide medical care to those who cannot otherwise afford it | [ 29 ]  |
| Diana Ross                                           |       | (b. 1944)    | 2016  | Musicienne | [ 30 ]  |
| Lou Anna Kimsey Simon (en)                           |       | (b. 1947)    | 2016  | Education, women's rights | [ 31 ]  |
| Charlotte Wilson (en)                                |       | (1854–1914)  | 2016  | Art, civil rights, education, suffrage, women's rights | [ 32 ]  |
| Jocelyn Benson (en)                                  |       | (b. 1977)    | 2015  | Dean of the Wayne State University Law School | [ 33 ]  |
| Maxine Berman (en)                                   |       | (b. 1946)    | 2015  | Former member of Michigan House of Representatives; political consultant | [ 34 ]  |
| Sue Carter (en)                                      |       | (b. 1950)    | 2015  | Episcopalian minister, television and radio journalist | [ 35 ]  |
| Janet C. Cooper (en)                                 |       | (1931–2002)  | 2015  | Civil rights, education, government, law | [ 36 ]  |
| Mabel White Holmes (en)                              |       | (1890–1977)  | 2015  | Invented Jiffy mix | [ 37 ]  |
| Candice Miller                                       |       | (b. 1954)    | 2015  | Représentante des États-Unis | [ 38 ]  |
| Esther K. Shapiro (en)                               |       | (b. 1917)    | 2015  | Première directricedu département des Affaires des consommateurs | [ 39 ]  |
| Maggie Walz (en)                                     |       | (1861–1927)  | 2015  | Finnish immigrant who used her subsequent education and business expertise to establish a Finnish colony in Drummond Township | [ 40 ]  |
| Myra Wolfgang (en)                                   |       | (1914 –1976) | 2015  | Labor leader, women's rights activist | [ 41 ]  |
| Linda M. Woods (en)                                  |       | (b. 1943)    | 2015  | Native American Grand Traverse Band of Ottawa and Chippewa Indians, United States Air Force veteran of the Vietnam War, social worker | [ 42 ]  |
| Elizabeth Lehman Belen (en)                          |       | (1886–1975)  | 2014  | Politics; second woman elected to the Michigan House of Representatives; first woman and Democrat elected from Lansing | [ 43 ]  |
| MaryLee Davis (en)                                   |       | (b. 1943)    | 2014  | Administratrice et professeure à la Michigan State University | [ 44 ]  |
| Jeanne Findlater (en)                                |       | (b. 1928)    | 2014  | General manager of WXYZ-TV/Detroit and vice president of ABC Television | [ 45 ]  |
| Dorothy A. Johnson (en)                              |       | (b. 1940)    | 2014  | President Emeritus of the Council of Michigan Foundations; Johnson Center for Philanthropy | [ 46 ]  |
| Julie Krone (en)                                     |       | (b. 1963)    | 2014  | Seule femme jockey à avoir remporté la Triple Crown event, première à gagner la Breeders’ Cup, et première femme à gagner un évènement récompensé par un million de dollars. | [ 47 ]  |
| Mary Carmelita Manning (en)                          |       | (1888–1962)  | 2014  | Sister of Mercy order; opened the first Central School of Nursing in Michigan (the second in the country) | [ 48 ]  |
| Barbara Roberts Mason (en)                           |       | (b. 1940)    | 2014  | Politics; State Board of Education; seconded the nomination of vice presidential candidate Geraldine Ferraro | [ 49 ]  |
| Marylou Olivarez Mason (en)                          |       |              | 2014  | Hispanic rights; first Hispanic woman on the Lansing Community College Board of Trustees | [ 50 ]  |
| Andra M. Rush (en)                                   |       | (b. 1960     | 2014  | Business; former chairwoman and CEO of the Rush Group Family of Companies; founded the largest Native American-owned business in the United States. | [ 51 ]  |
| Mary Ellen Sheets (en)                               |       | (b. 1940)    | 2014  | Founder of Two Men and a Truck moving company | [ 52 ]  |
| Lucille Farrier Stickel                              |       | (1915–2007)  | 2014  | Environnementaliste et première femme à diriger un laboratoire fédéral. | [ 53 ]  |
| Elizabeth W. Bauer (en)                              |       | (b. 1937)    | 2013  | Militante des droits des personnes handicapées. | [ 54 ]  |
| Judith Levin Cantor (en)                             |       | (b. 1928)    | 2013  | Historienne juive, autrice, archiviste et curatrice. | [ 55 ]  |
| Con-Con Eleven (en)                                  |       |              | 2013  | The 11 women delegates at the 1961–1962 Michigan Constitutional Convention: Vera Andrus, Ruth Gibson Butler, Anne M. Conklin, Katherine Moore Cushman, Ann Elizabeth Donnelly, Daisy Elizabeth Elliott, Adelaide Julia Hart, Lillian Hatcher, Dorothy Leonard Judd, Ella Demmink Koeze, and Marjorie Frances McGowan                                                     | [ 56 ]  |
| Paula Cunningham (en)                                |       | (b. 1949)    | 2013  | Première femme présidente du Lansing Community College | [ 57 ]  |
| Elizabeth Eaglesfield (en)                           |       | (1853–1940)  | 2013  | Femme d'affaires et une des premières femmes capitaines sur le lac Michigan. | [ 58 ]  |
| Joan Jackson Johnson (en)                            |       | (b. 1948)    | 2013  | Militante des droits des pauvres, sans logis et handicapés mentaux. | [ 59 ]  |
| Gladys McKenney (en)                                 |       | (b. 1928)    | 2013  | Éducatrice et militante pour les droits des femmes. | [ 60 ]  |
| Harriet Quimby                                       |       | (1875–1912)  | 2013  | Aviatrice américaine et scénariste. | [ 61 ]  |
| Marina von Neumann Whitman (en)                      |       | (b. 1935–)   | 2013  | Vice-présidente des Affaires publiques à General Motors. | [ 62 ]  |
| L. Anna Ballard (en)                                 |       | (1848–1934)  | 2012  | Medicine; Lansing’s first female medical doctor. | [ 63 ]  |
| Gladys Beckwith (en)                                 |       | (b. 1929)    | 2012  | Women's studies | [ 64 ]  |
| Patricia Caruso (en)                                 |       | (b. 1954)    | 2012  | Première femme directrice du Michigan Department of Corrections | [ 65 ]  |
| Mary Jane Dockeray (en)                              |       | (1927–2020)  | 2012  | Environment | [ 66 ]  |
| Eva McCall Hamilton (en)                             |       | (1871–1948)  | 2012  | Première femme élue à la législature du Michigan en 1920. | [ 67 ]  |
| Judith Karandjeff (en)                               |       | (b. 1944)    | 2012  | Women's rights | [ 68 ]  |
| Les Meres et Debutantes Club of Greater Lansing (en) |       |              | 2012  | Formed in 1962 by African American mothers, to mentor and fund young African American women debutantes | [ 69 ]  |
| Mary E. McCoy (en)                                   |       | (1846–1923)  | 2012  | Militante pour les droits des femmes et des Afro-Américains. | [ 70 ]  |
| Serena Williams                                      |       | (b. 1981)    | 2012  | Joueuse de tennis. | [ 71 ]  |
| Lois A. Bader (en)                                   |       | (b. 1935)    | 2011  | Education | [ 72 ]  |
| Jumana Judeh (en)                                    |       | (b. 1959)    | 2011  | Première vice-présidente du la chambre arabo-américaine du Commerce. | [ 73 ]  |
| Marilyn Kelly (en)                                   |       | (b. 1938)    | 2011  | 67th Chief Justice of the Michigan Supreme Court | [ 74 ]  |
| Valeria Lipczynski (en)                              |       | (1846–1930)  | 2011  | Community service | [ 75 ]  |
| Edelmira Lopez (en)                                  |       | (1922–2017)  | 2011  | First female president of the Lansing Mexican Patriotic Committee, and president of the Hispanic Cultural Center | [ 76 ]  |
| Kary Moss (en)                                       |       | (b. 1958)    | 2011  | Civil rights, law, women's rights | [ 77 ]  |
| Rose Mary Robinson (en)                              |       | (b. 1939)    | 2011  | Law, politics | [ 78 ]  |
| Tricia Saunders (en)                                 |       | (b. 1966)    | 2011  | USA Wrestling Women's Wrestler of the Year twice and the U.S. Olympic Committee Women's Wrestler of the Year three times. | [ 79 ]  |
| Mary Aikey (en)                                      |       | (1928–2013)  | 2010  | Community service, education, women's rights | [ 80 ]  |
| Laura Carter Callow (en)                             |       | (b. 1927)    | 2010  | Women's rights | [ 81 ]  |
| Augusta Jane Chapin                                  |       | (1836–1905)  | 2010  | American Universalist minister, educator and activist for women's rights. | [ 82 ]  |
| Sandra Laser Draggoo (en)                            |       | (b. 1940)    | 2010  | Executive director of Capitol Area Transport Authority | [ 83 ]  |
| Annie Etheridge (en)                                 |       | (1840–1913)  | 2010  | Civil War nurse | [ 84 ]  |
| Sherrill Freeborough (en)                            |       | (b. 1947)    | 2010  | Business | [ 85 ]  |
| Dorean Marguerite Hurley Koenig (en)                 |       | (b. 1934)    | 2010  | Education, law | [ 86 ]  |
| Terry McMillan                                       |       | (b. 1951)    | 2010  | Writer | [ 87 ]  |
| Edith Munger (en)                                    |       | (1865–1945)  | 2010  | Environment, bird conservationist | [ 88 ]  |
| Cynthia J. Pasky (en)                                |       | (b. 1959)    | 2010  | Strategic Staffing Solutions | [ 89 ]  |
| Grace Lee Boggs                                      |       | (1915–2015)  | 2009  | Civil rights | [ 90 ]  |
| Margaret Chandler (en)                               |       | (1929–1997)  | 2009  | Native American rights | [ 91 ]  |
| Ruth Ellis (en)                                      |       | (1899–2000)  | 2009  | Business, gay rights | [ 92 ]  |
| Edna Ferber                                          |       | 1885–1968)   | 2009  | Pulitzer Prize winning author whose works were adapted to movies and stage productions | [ 93 ]  |
| Glenda Lappan                                        |       | (b. 1939)    | 2009  | Education | [ 94 ]  |
| Kay Givens McGowan (en)                              |       | (b. 1942)    | 2009  | Native American rights, women's rights | [ 95 ]  |
| Elizabeth Phillips (en)                              |       | (b. 1937)    | 2009  | Education | [ 96 ]  |
| Jessica Rickert (en)                                 |       | (b. 1950)    | 2009  | Dentistry, Native American rights | [ 97 ]  |
| Betty Tableman (en)                                  |       | (b. 1922)    | 2009  | Mental health | [ 98 ]  |
| Marlo Thomas                                         |       | (b. 1937)    | 2009  | Community service, entertainment, women's rights | [ 99 ]  |
| Carol Atkins (en)                                    |       | (1923–2013)  | 2008  | Women's rights, writing | [ 100 ] |
|                                                      |       | (b. 1936)    | 2008  | First executive director chosen by the Michigan Women's Commission | [ 101 ] |
| Carol King (en)                                      |       | (b. 1948)    | 2008  | Film maker. Served as an aide to Maryann Mahaffey and to US Congressman John Conyers | [ 102 ] |
| Vicki Neiberg (en)                                   |       | (b. 1940)    | 2008  | Founding member of Michigan Women's Political Caucus | [ 103 ] |
| Jane Johnston Schoolcraft                            |       | (1800–1842)  | 2008  | First known Native American writer, granddaughter of Ojibwe chief Waubojeeg | [ 104 ] |
| Leta Snow (en)                                       |       | (1880–1980)  | 2008  | Founded the Kalamazoo Symphony Orchestra, president of the Kalamazoo Musical Society | [ 105 ] |
| Sister Mary Francilene Van de Vyver (en)             |       | (1941–2001)  | 2008  | President Madonna University | [ 106 ] |
| Mary Brown (en)                                      |       | (b. 1935)    | 2007  | Michigan State House of Representatives | [ 107 ] |
| Gertrude Buck (en)                                   |       | (1871–1922)  | 2007  | Education | [ 108 ] |
| Emma Cole                                            |       | (1845–1910)  | 2007  | Environmentalist | [ 109 ] |
| Haifa Fakhouri (en)                                  |       |              | 2007  | Founder, president, and CEO of the Arab American and Chaldean Council | [ 110 ] |
| Carolyn Geisel (en)                                  |       | (1862–1932)  | 2007  | Health care, lecturer for the Battle Creek Sanitarium | [ 111 ] |
| Jane Briggs Hart                                     |       | (1922–2015)  | 2007  | Aviator, women's rights. Tested for fitness to enter NASA’s astronaut training program, submitting to the same physical and psychological tests administered to the Mercury 7 astronauts. | [ 112 ] |
| Abigail Rogers (en)                                  |       | (1818–1869)  | 2007  | Education, women's rights | [ 113 ] |
| Kathleen Wilbur (en)                                 |       | (b. 1953)    | 2007  | Michigan State University trustee, president Central Michigan University | [ 114 ] |
| Woman's Hospital Association (Charter Members) (en)  |       |              | 2007  | 114 women who signed a charter in 1896 to establish the Woman's Hospital Association | [ 115 ] |
| Martha Strickland Clark (en)                         |       | (1853–1935)  | 2006  | First woman to argue a case before the Michigan Supreme Court. Orator on women's suffrage, temperance, and finance | [ 116 ] |
| Mary Esther Daddazio (en)                            |       | (1924–2015)  | 2006  | Women's rights | [ 117 ] |
| Margery Feliksa (en)                                 |       | (1925–2001)  | 2006  | Community service | [ 118 ] |
| Nancy Hammond (en)                                   |       | (b. 1937)    | 2006  | Government, women's rights | [ 119 ] |
| Viola Liuzzo                                         |       | (1925–1965)  | 2006  | Civil Rights Activist | [ 120 ] |
| Marge Piercy                                         |       | (b. 1936)    | 2006  | Essayist, novelist, poet | [ 121 ] |
| Dora Hall Stockman (en)                              |       | (1872–1948)  | 2006  | Michigan House of Representatives | [ 122 ] |
| Helen Hornbeck Tanner (en)                           |       | (1916–2011)  | 2006  | History, Native American rights, senior research fellow at the Newberry Library in Chicago | [ 123 ] |
| Margaret Chiara (en)                                 |       | (b. 1943)    | 2005  | United States Attorney - Western District of Michigan | [ 124 ] |
| Eva Lois Evans (en)                                  |       | (b. 1935)    | 2005  | President of the Lansing Community College Foundation | [ 125 ] |
| Georgia Lewis Johnson (en)                           |       | (b. 1930)    | 2005  | Medicine, health care | [ 126 ] |
| Lida Holmes Mattman (en)                             |       | (1912–2008)  | 2005  | Math, science, medicine, health care |         |
| Olivia Maynard (en)                                  |       | (b. 1936)    | 2005  | First woman to chair the Michigan Democratic Party | [ 127 ] |
| Debbie Stabenow (en)                                 |       | (b. 1950)    | 2005  | United States Senator | [ 128 ] |
| Caroline Thrun (en)                                  |       | (1897–1983)  | 2005  | Assistant Attorney General for Michigan; drafted the 1979 Michigan School Code | [ 129 ] |
| Margaret Sellers Walker (en)                         |       | (b. 1935)    | 2005  | First African American to head a division of the Michigan Department of Natural Resources | [ 130 ] |
| Elizabeth Weaver (en)                                |       | (1941–2015)  | 2005  | 98th Justice of the Michigan Supreme Court in 1995, named Chief Justice of the Court in 1999 | [ 131 ] |
| Cynthia Yao (en)                                     |       | (b. 1940)    | 2005  | Executive director of Ann Arbor Hands-On Museum | [ 132 ] |
| Geraldine Bledsoe Ford (en)                          |       | (1926–2003)  | 2004  | First black woman in the United States to be elected to a judgeship | [ 133 ] |
| Jennifer Mulhern Granholm                            |       | (b. 1959)    | 2004  | 47e gouverneur du Michigan | [ 134 ] |
| Lystra Gretter (en)                                  |       | (1858–1951)  | 2004  | Director of the Detroit Visiting Nurses Association | [ 135 ] |
| Florine Mark (en)                                    |       |              | 2004  | President and Chief Executive Officer of The WW Group, Inc. | [ 136 ] |
| Cathy McClelland (en)                                |       | (b. 1954)    | 2004  | Founder, president, and CEO of the Detroit Entrepreneurship Institute | [ 137 ] |
| Constance Mayfield Rourke (en)                       |       | (1885–1941)  | 2004  | Author specializing in notable American figures and American history | [ 138 ] |
| Mary Agnes Blair (en)                                |       | (1909–1982)  | 2003  | Advocate for deaf and hearing-impaired children, and special education programs | [ 139 ] |
| Verne Burbridge (en)                                 |       | (1896–2005)  | 2003  | Community service | [ 140 ] |
| Nellie Cuellar (en)                                  |       | (1899–1987)  | 2003  | Patricipant in the Selma to Montgomery marches; co-chair of the southwest Detroit United Citizens | [ 141 ] |
| Alice Scanlan Kocel (en)                             |       | (1920–2017)  | 2003  | Michigan Department of Civil Rights, Liaison to the U.S. Equal Employment Opportunity Commission | [ 142 ] |
| Joyce Lewis Kornbluh (en)                            |       | (b. 1928)    | 2003  | Educator, activist, and advocate for improving lives of working-class individuals | [ 143 ] |
| Eliza Seaman Leggett (en)                            |       | (1815–1900)  | 2003  | Abolition, suffrage, women's rights | [ 144 ] |
| Ida Lippman (en)                                     |       | (1893–1980)  | 2003  | Law enforcement | [ 145 ] |
| Marion Weyant Ruth (en)                              |       | (1918–2004)  | 2003  | Pioneering aviator | [ 146 ] |
| Bernice Steadman                                     |       | (1925–2015)  | 2003  | Mercury 13 astronaut | [ 147 ] |
| Pamela Withrow (en)                                  |       | (b. 1948)    | 2003  | Law enforcement, first woman warden of a male correctional institution in Michigan. | [ 148 ] |
| Ruth Zweifler (en)                                   |       | (b. 1930)    | 2003  | Founder of the Student Advocacy Center of Michigan | [ 149 ] |
| Hortense Canady (en)                                 |       | (1927–2010)  | 2002  | Governor's Committee on the Status of Women, Michigan Women's Commission | [ 150 ] |
| Julia Wheelock Freeman (en)                          |       | (1833–1900)  | 2002  | Civil War nurse with the Michigan Soldiers Relief Association | [ 151 ] |
| Lillian Mellen Genser (en)                           |       | (1920–2006)  | 2002  | Peace movement, conflict resolution | [ 152 ] |
| May Stocking Knaggs (en)                             |       | (1847–1917)  | 2002  | Suffrage | [ 153 ] |
| Naomi Long Madgett (en)                              |       | (b. 1923)    | 2002  | Poet and English professor emeritus of English at Eastern Michigan University | [ 154 ] |
| Lucille H. McCollough (en)                           |       | (1905–1996)  | 2002  | Politics | [ 155 ] |
| Lana Pollack (en)                                    |       | (b. 1942)    | 2002  | Politics | [ 156 ] |
| Martha Louise Rayne (en)                             |       | (1836–1911)  | 2002  | Journalism | [ 157 ] |
| Muriel Dorothy Ross (en)                             |       | (b. 1927)    | 2002  | Math, science | [ 158 ] |
| Cora Reynolds Anderson (en)                          |       | (1882–1950)  | 2001  | The first woman, and the first Native American, to serve in the Michigan House of Representatives | [ 159 ] |
| Lucile Belen (en)                                    |       | (1912–2010)  | 2001  | Politics | [ 160 ] |
| Theresa Maxis Duchemin (en)                          |       | (1810–1892)  | 2001  | Missionary | [ 161 ] |
| Aretha Franklin                                      |       | (1942–2018)  | 2001  | Entertainment | [ 162 ] |
| Francie Kraker Goodridge (en)                        |       | (b. 1947)    | 2001  | Track and field athletic coach | [ 163 ] |
| Marian Bayoff Ilitch (en)                            |       | (b. 1933)    | 2001  | Co-founder of Little Caesar's Pizza, owner of Red Wings de Détroit, MotorCity Casino Hotel | [ 164 ] |
| Mary Ellen Riordan (en)                              |       | (1920–2010)  | 2001  | President Emerita of the Detroit Federation of Teachers, Local 231, AFL-CIO, | [ 165 ] |
| Josephine Stern Weiner (en)                          |       | (1912–2000)  | 2001  | Community service | [ 166 ] |
| Loney Gordon (en)                                    |       | (1915–1999)  | 2000  | Helped develop the vaccine against Whooping Cough | [ 167 ] |
| Katherine G. Heideman (en)                           |       | (1910–2003)  | 2000  | Education | [ 168 ] |
| Dauris Gwendolyn Jackson (en)                        |       | (1933–1979)  | 2000  | Civil rights, education | [ 169 ] |
| Cornelia Groefsema Kennedy (en)                      |       | (1923–2014)  | 2000  | Judge, U.S. District Court for the Eastern District of Michigan and U.S. Court of Appeals for the Sixth Circuit | [ 170 ] |
| Marjorie J. Lansing (en)                             |       | (1916–1998)  | 2000  | Education, women's rights | [ 171 ] |
| Chuan-Pu Lee (en)                                    |       | (1931–2016)  | 2000  | Math, science | [ 172 ] |
| Marilyn Fisher Lundy (en)                            |       | (1925–2014)  | 2000  | Education | [ 173 ] |
| Katharine Dexter McCormick                           |       | (1875–1967)  | 2000  | Philanthropist, women's rights | [ 174 ] |
| Kathleen N. Straus (en)                              |       | (b. 1923)    | 2000  | Civil rights | [ 175 ] |
| Clarissa M. Young (en)                               |       | (1922–1979)  | 2000  | Law enforcement | [ 176 ] |
| Patricia Beeman (en)                                 |       | (1925–1996)  | 1999  | Civil rights | [ 177 ] |
| Olympia Brown                                        |       | (1835–1926)  | 1999  | Religion, suffrage | [ 178 ] |
| Doris DeDeckere (en)                                 |       | (1926–2010)  | 1999  | Philanthropist, labor volunteerism | [ 179 ] |
| Margaret Drake Elliott (en)                          |       | (1904–1999)  | 1999  | Environment | [ 180 ] |
| Elizabeth Homer (en)                                 |       | (b. 1943)    | 1999  | Women's rights | [ 181 ] |
| Eleonore Hutzel (en)                                 |       | (1885–1979)  | 1999  | Medicine, health care | [ 182 ] |
| Ella Eaton Kellogg (en)                              |       | (1853–1920)  | 1999  | Philanthropist, nutrition, pioneer of dietetics | [ 183 ] |
| Emily Burton Ketcham (en)                            |       | (1838–1907)  | 1999  | Suffrage | [ 184 ] |
| Ardeth Platte (en)                                   |       | (b. 1936)    | 1999  | Peace movement, conflict resolution | [ 185 ] |
| Connie Binsfeld (en)                                 |       | (1924–2014)  | 1998  | 60th Lieutenant Governor of Michigan | [ 186 ] |
| Hilda Patricia Curran (en)                           |       | (b. 1938)    | 1998  | Director of Office of Women and Work, founding member of Women in State Government, a founding trustee of the Michigan Women's Foundation | [ 187 ] |
| Marie Dye (en)                                       |       | (1891–1974)  | 1998  | Michigan State University professor who instituted many programs focused on home, the environment and nutrition | [ 188 ] |
| Eleanor M. Josaitis (en)                             |       | (1931–2011)  | 1998  | Co-founder of Focus: HOPE | [ 189 ] |
| Dorrie Ellen Rosenblatt (en)                         |       | (b. 1948)    | 1998  | Gérontologie | [ 190 ] |
| Ella Merriman Sharp (en)                             |       | (1857–1912)  | 1998  | Chair Michigan Federation's Forestry Committee. Chair of the Civic Improvement Committee of the Federation of Women's Clubs. | [ 191 ] |
| Martha Jean Steinberg (en)                           |       | (1927–2000)  | 1998  | Black Radio Hall of Fame and the Rock and Roll Hall of Fame, R&B disc jockey, station owner. Ordained minister who founded the Home of Love church. | [ 192 ] |
| Ruth Thompson                                        |       | (1887–1970)  | 1998  | United States House of Representatives | [ 193 ] |
| Lily Tomlin                                          |       | (b. 1939)    | 1998  | Entertainment | [ 194 ] |
| Ellen Burstyn                                        |       | (b. 1932)    | 1997  | Entertainment | [ 195 ] |
| Marion Corwell-Shertzer (en)                         |       | (1931–2016)  | 1997  | President of American Women in Radio and Television, Inc.; founded the Metropolitan Detroit Chapter, National School Public Relations Association | [ 196 ] |
|                                                      |       |              | 1997  | Social work | [ 197 ] |
| Della McGraw Goodwin (en)                            |       | (b. 1931)    | 1997  | Founding chairperson of the National Center for the Advancement of Blacks in the Health Professions (NCABHP) | [ 198 ] |
| Alice Hamilton                                       |       | (1869–1970)  | 1997  | Physician, research scientist, and author | [ 199 ] |
| Nancy Harkness Love                                  |       | (1914–1976)  | 1997  | Director of the WW II Women's Auxiliary Ferry Squadron | [ 200 ] |
| Maryann Mahaffey (en)                                |       | (1925–2006)  | 1997  | President of Detroit City Council 1990–1998, champion of human rights | [ 201 ] |
| Sharon E. Sutton (en)                                |       | (b. 1941)    | 1997  | Architect, Professor Emeritus at College of Built Environments | [ 202 ] |
| Matilda Dodge Wilson                                 |       | (1883–1967)  | 1997  | 43rd Lieutenant Governors of Michigan, philanthropist | [ 203 ] |
| Anna Clemenc (en)                                    |       | (1888–1956)  | 1996  | Labor activist | [ 204 ] |
| Waunetta McClellan Dominic (en)                      |       | (1921–1981)  | 1996  | Odawa rights activist who spent her career advocating for the United States government to adhere to its treaty obligations to Native Americans. | [ 205 ] |
| Margaret Muth Laurence (en)                          |       | (1916–1996)  | 1996  | Trademark and copyright attorney | [ 206 ] |
| Claudia House Morcom (en)                            |       | (1932–2014)  | 1996  | Founding director of Wayne County Neighborhood Legal Services | [ 207 ] |
| Betsy Graves Reyneau (en)                            |       | (1888–1964)  | 1996  | Portrait artist, focusing on African Americans | [ 208 ] |
| Carrie Frazier Rogers-Brown (en)                     |       | (b. 1948)    | 1996  | Medicine, health care | [ 209 ] |
| Shirley E. Schwartz (en)                             |       | (b. 1935)    | 1996  | Chemist and senior staff research scientist at General Motors Corporation | [ 210 ] |
| Joan Luedders Wolfe (en)                             |       | (b. 1929)    | 1996  | Founder of the West Michigan Environmental Action Council. Member of the Michigan Natural Resources Commission, and the Governor's Advisory Committee on Electric Energy Alternatives and the first Natural Resources Trust Fund Board. | [ 211 ] |
| Yolanda Alvarado-Ortega (en)                         |       | (b. 1943)    | 1995  | Hispanic civil rights. Editor of El Renacimiento. Reporter for the Lansing State Journal. | [ 212 ] |
| Irene Auberlin (en)                                  |       | (1896–1999)  | 1995  | Founder of World Medical Relief | [ 213 ] |
| Hilda R. Gage (en)                                   |       | (1939–2010)  | 1995  | First female Chief Judge of Michigan’s Oakland County Circuit Court | [ 214 ] |
| Lucia Voorhees Grimes (en)                           |       | (1877–1978)  | 1995  | Founded the Wayne County Republican Women's Club, and devoted her life's work to women's suffrage | [ 215 ] |
| R. Louise Grooms (en)                                |       | (1902–1984)  | 1995  | Founder of the Detroit Institute of Commerce with her own money, to train African American youiths with skills to enter the workplace | [ 216 ] |
| Odessa Komer (en)                                    |       | (1925–2004)  | 1995  | Labor leader, Vice President of the United Automobile Workers (UAW) International Executive Board 1974–1992 | [ 217 ] |
| Laura Freele Osborn (en)                             |       | (1866–1955)  | 1995  | The first woman to hold elective office in Detroit when elected to the school board in 1917 | [ 218 ] |
| Jacquelin E. Washington (en)                         |       | (b. 1931)    | 1995  | First African American woman to serve as executive director of the Planned Parenthood League of Southwest Michigan. Co-founder of the Sojourner Foundation | [ 219 ] |
| Marie-Therese Guyon Cadillac (en)                    |       | (1671–1746)  | 1994  | Business, physician; the first white woman to cross the Iroquois Territory | [ 220 ] |
| Ruth Carlton (en)                                    |       | (1911–2001)  | 1994  | The Detroit News columnist whose work focused on adoption of hard-to-place children, resulting in government regulations. | [ 221 ] |
| Flossie Cohen (en)                                   |       | (1925–2004)  | 1994  | Professor Emeritus at Wayne State University, founded the pediatric HIV Clinic at Children's Hospital | [ 222 ] |
| Bertha A. Daubendiek (en)                            |       | (1916–2005)  | 1994  | Environment, advocate of natural sanctuaries. Founder of the Michigan Nature Association. | [ 223 ] |
| Genora Johnson Dollinger (en)                        |       | (1913–1995)  | 1994  | Labor leader who organized the Women's Auxiliary and the Women's Emergency Brigade sit-down strike against General Motors. Memorialized in the documentary With Babies and Banners: Story of the Women's Emergency Brigade. | [ 224 ] |
| Flora Hommel (en)                                    |       | (1928–2015)  | 1994  | Founder of Childbirth Without Pain Education Association, peace activist, advocate of universal single-payer health care | [ 225 ] |
| Sarah Van Hoosen Jones (en)                          |       | (1892–1972)  | 1994  | First woman in the United States to earn a Doctorate in Animal Genetics. Trustee of Michigan State University. Founding member of the Oakland University Board of Trustees | [ 226 ] |
| Aleda E. Lutz                                        |       | (1915–1944)  | 1994  | W W II U. S. Army flight nurse, died in a plane crash in Lyons, France. Posthumously awarded the Distinguished Flying Cross. Aleda E. Lutz VA Medical Center in Saganaw honors her service. | [ 227 ] |
| Helen Walker McAndrew (en)                           |       | (1826–1906)  | 1994  | Washtenaw County's first woman physician | [ 228 ] |
| Edith Vosburgh Alvord (en)                           |       | (1875–1962)  | 1993  | Volunteerism, women's suffrage | [ 229 ] |
| Catherine Carter Blackwell (en)                      |       | (1919–2014)  | 1993  | Pioneered African-American studies in Detroit schools | [ 230 ] |
| Jean W. Campbell (en)                                |       | (b. 1918)    | 1993  | Helped found the Center for Education of Women at the University of Michigan | [ 231 ] |
| Katherine Hill Campbell (en)                         |       | (1868–1942)  | 1993  | Activist for prison reform | [ 232 ] |
| Lenna Frances Cooper (en)                            |       | (1875–1961)  | 1993  | Co-founder of the American Dietetic Association (ADA) in 1917; first dietician in the United States Army | [ 233 ] |
| Roberta A. Griffith (en)                             |       | (1870–1941)  | 1993  | Helped to establish American Association of Workers for the Blind, and created a 6-volume Braille dictionary | [ 234 ] |
| Bina West Miller (en)                                |       | (1867–1954)  | 1993  | Founder of Women's Benefit Association, a nonprofit, dues-paying organization exclusively for women, pioneering life insurance for women | [ 235 ] |
| Jeanne Omelenchuk (en)                               |       | (1931–2008)  | 1993  | Olympic speed skater | [ 236 ] |
| Sippie Wallace                                       |       | (1898–1986)  | 1993  | Musical entertainer | [ 237 ] |
| Edna Noble White (en)                                |       | (1879–1954)  | 1993  | Founding director of the Merrill-Palmer Institute, childhood development advisor to the Franklin D. Roosevelt administration and to the Rockefeller Institute for Medical Research | [ 238 ] |
| Irene Clark Woodman (en)                             |       | (1905–1994)  | 1993  | Military | [ 239 ] |
| Cora Mae Brown                                       |       | (1914–1972)  | 1992  | Legislative work, criminal law, and women's rights | [ 240 ] |
| Mary Lou Butcher (en)                                |       | (b. 1943)    | 1992  | Journalism | [ 241 ] |
| Sarah Emma Edmonds                                   |       | (1841–1898)  | 1992  | Served with the Union troops during the Civil War, passing herself off as a man | [ 242 ] |
| Violet Temple Lewis (en)                             |       | (1899–1968)  | 1992  | Improving the status of women through education and job skills | [ 243 ] |
| Luise Ruth Leismer Mahon (en)                        |       | (1926–1975)  | 1992  | Journalism | [ 244 ] |
| Gilda Radner                                         |       | (1946–1989)  | 1992  | Entertainer | [ 245 ] |
| Martha Romayne Seger (en)                            |       | (b. 1932)    | 1992  | Financial Economist and Former Governor of the Federal Reserve System in Washington, D.C. | [ 246 ] |
| Ann M. Shafer (en)                                   |       | (1916–1991)  | 1992  | Became a union leader while working at Kellogg's in Battle Creek. Co-founder of the Coalition of Labor Union Women. Founded the Kalamazoo and Battle Creek chapters of the National Organization for Women | [ 247 ] |
| Sylvia M. Stoesser (en)                              |       | (1901–1991)  | 1992  | Chemist, Dow Chemical Company's first female research scientist. | [ 248 ] |
| Lucy Thurman (en)                                    |       | (1849–1918)  | 1992  | Devoted 37 years to the Woman's Christian Temperance Union, helping them establish a National Department of Colored work | [ 249 ] |
| Charleszetta Waddles (en)                            |       | (1912–2001)  | 1992  | Social work, African-American activist, Pentecostal church minister, and founder of Mother Waddles Perpetual Mission | [ 250 ] |
| Rachel Andresen (en)                                 |       | (1907–1988)  | 1991  | Founded Youth For Understanding | [ 251 ] |
| Mary V. Beck (en)                                    |       | (1908–2005)  | 1991  | First woman elected to the Detroit City Council, member of Wayne County Board of Supervisors | [ 252 ] |
| Jan BenDor (en)                                      |       | (b. 1946)    | 1991  | Founder of Women's Crisis Center in Ann Arbor. Organized a boycott against Domino's Pizza for its anti-woman policies. Propelled the rape crisis center movement in Michigan. | [ 253 ] |
| Janet K. Good (en)                                   |       | (1923–1997)  | 1991  | Helped establish the Older Women's League (OWL) in Michigan. Actin director of the Equal Employment Opportunity Commission for the Michigan Employment Security Commission. Co-chair the Governor's task force on sexual harassment, leading to the Elliott-Larsen Civil Rights Act.                                                                                     | [ 254 ] |
| Jo Jacobs (en)                                       |       | (1933–2015)  | 1991  | Organized the Committee to Study Sex Discrimination in the Kalamazoo Public Schools. | [ 255 ] |
| Virginia Cecile Blomer Nordby (en)                   |       | (b. 1929)    | 1991  | Helped draft the Michigan Criminal Sexual Conduct Act | [ 256 ] |
| Dorothy Comstock Riley (en)                          |       | (1924–2004)  | 1991  | Chief Justice of the Michigan Supreme Court 1987–1991 | [ 257 ] |
| Edith Mays Swanson (en)                              |       | (1934–1989)  | 1991  | Civil rights, education, Edith Swanson Leadership Award established in her honor | [ 258 ] |
| Emily Helen Butterfield (en)                         |       | (1884–1958)  | 1990  | Artist, and first licensed female architect in Michigan | [ 259 ] |
| Erma Henderson (en)                                  |       | (1917–2009)  | 1990  | First African American woman elected to the Detroit City Council | [ 260 ] |
| Dorothy Leonard Judd (en)                            |       | (1898–1989)  | 1990  | In conjunction with the League of Women Voters, spent her life rooting out corruption and cronyism in government. | [ 261 ] |
| Elba Lila Morse (en)                                 |       | (1882–1975)  | 1990  | Superintendent of Northern Michigan Children's Clinic. Helped found the Bay Cliff Health Camp. Worked with the American Red Cross to recruit and train workers for disaster recovery. | [ 262 ] |
| Fannie M. Richards (en)                              |       | (1840–1922)  | 1990  | Founded a private elementary school for black children. Pushed for school desegregation, resulting in the Michigan Supreme Court's 1871 ruling ordering desegregation. | [ 263 ] |
| Emelia Christine Schaub (en)                         |       | (1891–1995)  | 1990  | First female practicing prosecuting attorney in Michigan. | [ 264 ] |
| Mary P. Sinclair (en)                                |       | (1918–2011)  | 1990  | Authority on nuclear energy and its impact on the environment | [ 265 ] |
| Merze Tate (en)                                      |       | (1905–1996)  | 1990  | Political science scholar, author, professor at Harvard University | [ 266 ] |
| Delia Villegas Vorhauer (en)                         |       | (1940–1992)  | 1990  | Hispanic civil rights | [ 267 ] |
| Clara Arthur (en)                                    |       | (1858–1929)  | 1989  | Co-founder of the Detroit Equal Suffrage Association in 1886 | [ 268 ] |
| Anna Sutherland Bissell                              |       | (1846–1934)  | 1989  | Philanthropist and CEO of Bissell Company in 1889. First woman Chief Executive Officer in the United States. | [ 269 ] |
| Alexa Canady                                         |       | (b. 1950)    | 1989  | First African American woman in the United States to become a neurosurgeon | [ 270 ] |
| Anne R. Davidow (en)                                 |       | (1898–1991)  | 1989  | Attorney who argued for the plaintiff in Goesaert v. Clearybefore the United States Supreme Court, in which the Supreme Court ruled in favor of the appellees and upheld the State of Michigan's discriminatory laws regarding hiring practices of women barkeepers. US Congresswoman Martha Griffiths' support of the US Equal Rights Amendment was based on this case. | [ 271 ] |
| Bernadine Newsom Denning (en)                        |       | (1930–2011)  | 1989  | Human rights activist | [ 272 ] |
| Isabella Karle                                       |       | (1921–2017)  | 1989  | Chemist who developed the Symbolic Addition Procedure for deriving molecular structures directly from x-ray diffraction experiments on crystals. | [ 273 ] |
| Jean Ledwith King (en)                               |       | (b. 1924)    | 1989  | Advocate for gender equality | [ 274 ] |
| Olga Madar (en)                                      |       | (1915–1996)  | 1989  | First woman elected to the executive board of the United Auto Workers. Under her influence, the UAW in 1970 became the first national union to endorse constitutional ratification of the Equal Rights Amendment (ERA). | [ 275 ] |
| Mary Anne Mayo (en)                                  |       | (1845–1903)  | 1989  | Born in a log cabin, she worked through the National Grange of the Order of Patrons of Husbandry to improve the lives and educations of Michigan women. | [ 276 ] |
| Louise Brown (en)                                    |       | (1917–2011)  | 1988  | Social worker, educator | [ 277 ] |
| Ethelene Crockett                                    |       | (1914–1978)  | 1988  | Michigan's first African-American female board-certified OB/GYN | [ 278 ] |
| Marcia J. Federbush (en)                             |       | (1934–2007)  | 1988  | Championed gender-equal academic and sports regulations in Michigan | [ 279 ] |
| Fran Harris (en)                                     |       | (1909–1998)  | 1988  | First Woman To Broadcast News In Michigan | [ 280 ] |
| Agnes Mary Mansour                                   |       | (1931–2004)  | 1988  | Roman Catholic nun, president of Mercy College of Detroit, 1982 candidate for Congress | [ 281 ] |
| Helen Martin (en)                                    |       | (1889–1973)  | 1988  | Michigan state geologist, prolific author | [ 282 ] |
| M. Jane Kay Nugent (en)                              |       | (b. 1925)    | 1988  | Former Vice President of Administration at Detroit Edison | [ 283 ] |
| Sarah Goddard Power (en)                             |       | (1935–1987)  | 1988  | Former Deputy Assistant Secretary in the State Department | [ 284 ] |
| Marion Isabel Barnhart (en)                          |       | (1921–1985)  | 1987  | Medical researcher and first woman professor at Wayne State University (WSU); first recipient of the University's Distinguished Graduate Faculty Award | [ 285 ] |
| Patricia Hill Burnett (en)                           |       | (1920–2014)  | 1987  | Arts, women's rights; co-founded the Michigan chapter of the National Organization for Women | [ 286 ] |
| Ethel Calhoun (en)                                   |       | (1898–1989)  | 1987  | Physician who helped pioneer the Sister Kenny method of treating Poliomyelitis | [ 287 ] |
| Georgia Emery (en)                                   |       | (1867–1913)  | 1987  | Founder of Merrill Palmer School for Motherhood and Home Training, first director of the Women's Department of the Massachusetts Life Insurance Company | [ 288 ] |
| Betty Ford                                           |       | (1918–2011)  | 1987  | Première dame des États-Unis | [ 289 ] |
| Rosa Slade Gragg (en)                                |       | (1904–1989)  | 1987  | Civil rights advocate appointed in the 1940s to a national advisory post by President Franklin D. Roosevelt | [ 290 ] |
| Clara Raven (en)                                     |       | (1909–1994)  | 1987  | First woman commissioned as American military Colonel, World War II Army Medical Corps, Deputy Chief Medical Examiner of Wayne County, 20 years research into Sudden infant death syndrome | [ 291 ] |
| Patricia Boyle (en)                                  |       | (1937–2014)  | 1986  | Judge, U.S. District Court for the Eastern District of Michigan | [ 292 ] |
| Elizabeth C. Crosby                                  |       | (1888–1983)  | 1986  | Comparative and human neuroanatomy. 1979 recipient of the President's National Medal of Science from Jimmy Carter | [ 293 ] |
| Gwen Frostic (en)                                    |       | (1906–2001)  | 1986  | Artists, illustrator | [ 294 ] |
| Elmina R. Lucke (en)                                 |       | (1889–1987)  | 1986  | International social worker | [ 295 ] |
| Marjorie Swank Matthews (en)                         |       | (1916–1986)  | 1986  | First woman elected as bishop to the Methodist Church | [ 296 ] |
| Marjorie Peebles-Meyers (en)                         |       | (1915–2001)  | 1986  | First African-American woman to graduate from the Medical School of Wayne State University, the first to be accepted as an intern at Detroit Receiving Hospital. and the first to become Chief Resident of a major Detroit hospital. | [ 297 ] |
| Mary Chase Perry Stratton (en)                       |       | (1867–1961)  | 1986  | Arts | [ 298 ] |
| Helen Thomas                                         |       | (1920–2013)  | 1986  | Journalism, White House Press Corps | [ 299 ] |
| Helen J. Claytor (en)                                |       | (1907–2005)  | 1984  | Civil rights, national president of the YWCA 1967–1973 | [ 300 ] |
| Caroline Bartlett Crane (en)                         |       | (1858–1935)  | 1984  | Unitarian minister, suffragist, civic reformer, educator and journalist | [ 301 ] |
| Virginia Allan (en)                                  |       | (1916–1999)  | 1984  | Chair President Nixon's Task Force on Women's Rights and Responsibilities. 1972 Deputy Assistant Secretary of State for Public Affairs | [ 302 ] |
| Marguerite Lofft De Angeli (en)                      |       | (1889–1987)  | 1984  | Newbery Medal for children's literature | [ 303 ] |
| Emma Genevieve Gillette (en)                         |       | (1898–1986)  | 1984  | Conservationist | [ 304 ] |
| Icie Macy Hoobler (en)                               |       | (1892–1984)  | 1984  | Biochimiste, première femme présidente d'une section locale de la Société américaine de Chimie, titulaire de 22 récompenses pour ses travaux. | [ 305 ] |
| Madeline La Framboise (en)                           |       | (1779–1846)  | 1984  | Commerçante de fourrure. | [ 306 ] |
| Martha Longstreet (en)                               |       | (1870–1953)  | 1984  | Médecine et militante. | [ 307 ] |
| Elly M. Peterson (en)                                |       | (1914–2008)  | 1984  | Co-présidente du Republican National Committee. | [ 308 ] |
| Jessie Pharr Slaton (en)                             |       | (1908–1983)  | 1984  | African-American attorney | [ 309 ] |
| Mary C. Spencer (en)                                 |       | (1842–1923)  | 1984  | Michigan State Librarian 1893–1923 | [ 310 ] |
| Bertha Van Hoosen (en)                               |       | (1863–1952)  | 1984  | Medicine, health care, founder of the American Medical Women's Association in 1915, and the first woman to be head of a medical division at a coeducational university. | [ 311 ] |
| Harriette Simpson Arnow (en)                         |       | (1907–1986)  | 1983  | Nouvelliste | [ 312 ] |
| N. Lorraine Beebe (en)                               |       | (1910–2005)  | 1983  | Sénatrice de l'état du Michigan. | [ 313 ] |
| Mamie Geraldine Neale Bledsoe (en)                   |       | (1900–1991)  | 1983  | Civil rights, politics, advocate for special education needs of children | [ 314 ] |
| Elizabeth Margaret Chandler (en)                     |       | (1807–1834)  | 1983  | Écrivaine Quaker qui aborde l'abolitionnisme dans son œuvre. | [ 315 ] |
| Mary Stallings Coleman (en)                          |       | (1914–2001)  | 1983  | Première femme à être élue juge à la Cour suprême du Michigan. | [ 316 ] |
| Wilma T. Donahue (en)                                |       | (1900–1993)  | 1983  | Medicine, health care, author, and authority on Gerontology, founded International Center for Social Gerontology (ICSG) in Washington, D.C. | [ 317 ] |
| Grace Eldering (en)                                  |       | (1900–1988)  | 1983  | Math, science, medicine, health care, along with Pearl Kendrick developed the vaccine for whooping cough | [ 318 ] |
| Josephine Gomon (en)                                 |       | (1892–1975)  | 1983  | Medicine, health care, civil activist | [ 319 ] |
| Martha Griffiths                                     |       | (1912–2003)  | 1983  | Représentante des États-Unis de 1955 à 1974, s'impliqua dans l'adoption de l'Equal Rights Amendment. Lieutenant-gouverneur du Michigan de 1983 à 1991 | [ 320 ] |
| Dorothy Haener (en)                                  |       | (1917–2000)  | 1983  | Représentante internationale de la section féminine de l'United Auto Workers International Union. | [ 321 ] |
| Laura Smith Haviland (en)                            |       | (1808–1897)  | 1983  | Abolitionniste Quaker qui aida les esclaves à s'enfuir, fonda un orphelinat et s'engagea comme suffragette. | [ 322 ] |
| Mildred Jeffrey (en)                                 |       | (1910–2004)  | 1983  | Militante syndicaliste et pour les droits civiques |         |
| Pearl Kendrick                                       |       | (1890–1980)  | 1983  | Mathématicienne, médecin, elle développe avec Grace Eldering le vaccin contre la coqueluche. |         |
| Helen Milliken (en)                                  |       | (1922–2012)  | 1983  | First Lady of Michigan, philanthrope, féministe |         |
| Rosa Parks                                           |       | (1913–2005)  | 1983  | Militante emblématique du mouvement des droits civiques |         |
| Anna Howard Shaw                                     |       | (1847–1919)  | 1983  | Sufragette |         |
| Lucinda Hinsdale Stone                               |       | (1814–1900)  | 1983  | Féministe |         |
| Sojourner Truth                                      |       | (1797–1883)  | 1983  | Abolitionniste (esclavage) |         |